# Бервін (Пенсільванія)
Бервін (англ. Berwyn) — переписна місцевість (CDP) в США, в окрузі Честер штату Пенсільванія. Населення — 3775 осіб (2020).

## Географія
Бервін розташований за координатами 40°2′20″ пн. ш. 75°26′32″ зх. д. / 40.03889° пн. ш. 75.44222° зх. д. (40.038794, -75.442087).  За даними Бюро перепису населення США в 2010 році переписна місцевість мала площу 4,84 км², з яких 4,83 км² — суходіл та 0,01 км² — водойми.

## Демографія
Згідно з переписом 2010 року, у переписній місцевості мешкала 3631 особа в 1461 домогосподарстві у складі 918 родин. Густота населення становила 751 особа/км².  Було 1631 помешкання (337/км²).
Расовий склад населення:
| - 89,3 % — білих - 4,6 % — чорних або афроамериканців - 4,1 % — азіатів - 0,2 % — корінних американців |

До двох чи більше рас належало 1,3 %. Частка іспаномовних становила 2,3 % від усіх жителів.
За віковим діапазоном населення розподілялося таким чином: 25,4 % — особи молодші 18 років, 55,6 % — особи у віці 18—64 років, 19,0 % — особи у віці 65 років та старші. Медіана віку мешканця становила 44,0 року. На 100 осіб жіночої статі у переписній місцевості припадало 87,3 чоловіків;  на 100 жінок у віці від 18 років та старших — 83,4 чоловіків також старших 18 років.
Середній дохід на одне домашнє господарство  становив 117 591 долар США (медіана — 85 093), а середній дохід на одну сім'ю — 168 295 доларів (медіана — 117 361). Медіана доходів становила 97 419 доларів для чоловіків та 70 550 доларів для жінок. За межею бідності перебувало 4,2 % осіб, у тому числі 0,0 % дітей у віці до 18 років та 15,5 % осіб у віці 65 років та старших.
Цивільне працевлаштоване населення становило 1454 особи. Основні галузі зайнятості: освіта, охорона здоров'я та соціальна допомога — 26,5 %, фінанси, страхування та нерухомість — 17,5 %, науковці, спеціалісти, менеджери — 16,9 %.